# Nova Bassano
Nova Bassano é um município brasileiro do estado do Rio Grande do Sul. Em consequência da colonização italiana no século XX, a cidade leva consigo uma grande influência italiana na sua cultura até os dias de hoje. Tem uma população estimada de 10.089 habitantes (IBGE/2021).

## História
Nova Bassano foi criada por imigrantes italianos. Os primeiros imigrantes chegaram da Itália nos primeiros anos da década de 1890. No Natal do ano de 1896 chega a Linha IX da Colônia Alfredo Chaves o padre scalabriniano Pietro Antonio Colbacchini, que é considerado, com seus companheiros, o fundador da localidade. Pe. Colbachini fundou o curato do Sagrado Coração de Jesus, que na época abrangia também as atuais paróquias de Vista Alegre, Fagundes Varela (ex-Bela Vista), parte de Cotiporã (ex-Monte Vêneto) e Veranópolis. Naquela época a localidade denominou-se Bassano, em lembrança à cidade de Bassano del Grappa (então Bassano Vêneto), província de Vicenza, norte da Itália. Em 1939, durante a Segunda Guerra Mundial, foi denominada de Silva Pais. Em 1947, com aprovação unânime de seus habitantes, o nome foi alterado para Nova Bassano.
Até a 1898 Nova Bassano fez parte do município de Lagoa Vermelha, quando foi criado o município de Alfredo Chaves (atual Veranópolis). O distrito foi criado com a denominação de Nova Bassano, pelo Ato Municipal nº 9, de 12 de junho de 1905 no município de Alfredo Chaves e nº 3, de 11 de setembro de 1924, no município de Prata. Elevado à categoria de município com a denominação de Nova Bassano, pela Lei Estadual nº 4.730, de 23 de maio de 1964.
As principais datas da história de Nova Bassano são:
- 15 de janeiro de 1898: emancipação de Veranópolis (então Alfredo Chaves), levando consigo o território de Nova Bassano;
- 11 de agosto de 1924: emancipação de Nova Prata (então Capoeiras). Nova Bassano passou a ser o 2° distrito do novo município;
- 23 de maio de 1964: emancipação de Nova Bassano pela Lei Estadual n° 4730;
- 10 de janeiro de 1965: primeiras eleições para o Executivo e o Legislativo Municipal;
- 30 de janeiro de 1965: instalação formal do município.

## Geografia
Nova Bassano localiza-se a uma latitude 28º43'25" sul e a uma longitude 51º42'17" oeste, estando a uma altitude de 563 metros.
Localiza-se a leste do Rio Carreiro, ocupando atualmente uma área de 211,612 km². Os limites do município são ao norte: Nova Araçá, ao leste Nova Prata, ao sul Nova Prata e Vista Alegre do Prata ao oeste Serafina Corrêa e Guaporé. Segundo estimativas do Instituto Brasileiro de Geografia e Estatística (IBGE), a população bassanense estimada em 2018 foi de 9.824 habitantes.

## Economia
A cidade possui um dos mais elevados índices de desenvolvimento humano (IDH) do estado e do país (0.844, ranking 39 de 3527 municípios). Possui uma forte economia destacada pela diversidade de produtos como a agropecuária, a indústria metalúrgica a agroindústria o setor avícola e o comércio. Destaca-se na cidade a metalúrgica, devido às instalações de grandes empresas que existem na cidade.

## Línguas
O dialeto talian, variante da língua vêneta é falado por muitas pessoas em Nova Bassano. Em 2022 o dialeto foi cooficializado no município.

## Educação e cultura
Nova Bassano possui escolas com capacidade para mais de 1 200 estudantes. O Colégio Estadual Padre Colbachini é o maior da cidade, mesmo com uma população inferior a 20.000 habitantes o município possui também diversas instituições de ensino na área de informática de alta qualidade reconhecidos em todo Estado.

## Turismo e atrativos
Atrações na cidade de Nova Bassano é o que não faltam, ao passear pelo interior podemos visitar a Cascata da Boa Fé em uma trilha com diversas plantas nativas da região. Possui mais de 100 espécies de árvores nativas reconhecidas. Os principais pontos turísticos também compreendem:
- O Museu Público Municipal (MPMNB), com objetos históricos da região e da colonização italiana. Foi criado pelo Decreto municipal 16/87 de 1.9.1987.[13][14]
- A Igreja Matriz Sagrado Coração de Jesus, onde foi realizada a primeira Missa no Dia de Natal de 1895. Se distingue pelo campanário lateral de 30 metros de altura e um relógio construído em 1938.
- O Galpão de Eventos no Parque de Rodeios: Considerado um dos maiores galpões do estado do Rio Grande do Sul, seu formato redondo conta com diâmetro de 70m, um pé direito de 4m a 11m, chegando a 18m de vão livre na parte central. Sendo sua estrutura principal, lateral e cobertura, em paus roliços de eucaliptos.
- A Capela e a Cruz do Monte Paréo (Monte Caravaggio), o monte mais alto da região.
- A Gruta Nossa Senhora de Lourdes.
- A Praça Padre Colbachini.
- A Rota Uva e Vinho na Serra Gaúcha.[15]
- O Balneário do Rio Carreiro, situado no limite com Serafina Corrêa.
- Casa das Feiras Maria Rovea.[16]
- O Pórtico de entrada da cidade: Monumento composto por símbolos do município: estrutura metálica (economia), muro de taipa de pedra (cultura italiana) e a cobertura que lembra um manto sobre o cavalo (cultura gaúcha).[17]

## Eventos e feriados municipais
Feriados Municipais
- 23 de maio: Emancipação
- 8 de dezembro: Imaculada Conceição

Eventos Municipais
- Rodeio Crioulo - Em Março
- ExpoBassano - Em Maio
- Romaria do Senhor Bom Jesus - Segundo domingo de Setembro
- Jogos Municipais de Integração - Em Outubro

## Transportes e comunicações
- Rodovias: RS-324; BR/RS-470
- Aeroportos: Aeroporto de Caxias do Sul (Campo dos Bugres) (73 km); Aeroporto de Passo Fundo (81 km).

## Clima
O clima de Nova Bassano é de tipo subtropical úmido (Cfa). A temperatura média anual é de 18 °C com variações desde 5 °C a 35 °C. A precipitação pluviométrica média anual é de 1650 mm.

## Política
Desde a sua emancipação os seguintes prefeitos foram eleitos:
| Mandato   | Prefeito                       | Partido |               | Vereadores Eleitos (Por ordem de votação) |
| --------- | ------------------------------ | ------- | ------------- | --- |
| 1965-1968 | Felisberto Antônio Dalla Costa | PSD     | [ 18 ] [ 19 ] | Innocente Ângelo Biotto, João Segalin, Luiz Boldori, Augusto Zortéa, Dulcino Antonio Zottis, Tranquilo Zanetti, Valério Tedesco |
| 1969-1972 | Inocente Ângelo Biotto         | ARENA   | [ 20 ]        | Arlindo Damini (MDB), Augusto Zortéa (MDB), Waldemar Ildebrando Zottis (MDB), Remi João Rigo (ARENA), João Segalin (ARENA), Arlindo José Gabardo (MDB) e Ivo Luvison (ARENA)                                                               |
| 1973-1976 | Enio Luiz Boscato              | MDB     | [ 21 ]        | Zeferino Tranquilo Zottis (MDB), Ivaldo Dalla Costa (MDB), Hilário Gabardo (MDB), Belmiro F. Farina (ARENA), Claudino João Ranzan (MDB), Pedro Segalin (ARENA) e Aldo Mazzoti (ARENA)                                                      |
| 1977-1982 | Tranquillo Zanetti             | ARENA   | [ 22 ]        | João Boito (ARENA), Edmundo Guadagnin (ARENA), Valério Tedesco (MDB), Agenor Pedro Zottis (MDB), Paulo Cesar Merlo (ARENA), Belmiro Trecco (ARENA) e Vilson Pedrinho Licks (MDB)                                                           |
| 1983-1988 | Felisberto Antônio Dalla Costa | PMDB    | [ 23 ]        | Ari Segalin (PMDB), Inocente Ângelo Biotto (PDS), Elirio José Pagliocchi (PDS), Fidelia D. C. Guadagnin (PDS), Valmor Luiz Daré (PMDB), Ivaldo Dalla Costa (PMDB) e Pedro Biotto (PMDB)                                                    |
| 1989-1992 | Nelso Antônio Dall'Agnol       | PMDB    | [ 24 ]        | João Carlos Dall'Agnol (PMDB), Ari Segalin (PMDB), Carlos Defendi (PMDB), Valdir Zanetti (PDS), João Biotto (PDT), Eugênio Marzzaro (PMDB), Ivaldo Zortéa (PDS), Rafael J. Durante (PDS), Gilberto De Conto (PDS)                          |
| 1993-1996 | Agenor Luis Cestonaro          | PDT     | [ 25 ]        | Nelson José Dall'Igna (PDT), Carlos Defendi (PMDB), Elirio José Pagliocchi (PMDB), José L. Albara (PMDB), João Paulo Maroso (PDT), Jaimir José Palla (PTB), Roberto Gamba (PTB), Sextilio Boccalon (PDT), João Biotto (PDT)                |
| 1997-2000 | Nelso Antônio Dall'Agnol       | PMDB    | [ 26 ]        | Ivanor Biotto (PSDB), Ilário Ansolin (PPB), João Paulo Maroso (PDT), Carlos Defendi (PMDB), Jaimir José Palla (PTB), Antônio Tapparo (PPB), Genoir Comunello (PDT), Elirio José Pagliocchi (PMDB), Darcilo Luiz Pauletto (PMDB)            |
| 2001-2004 | Nelso Antônio Dall'Agnol       | PMDB    | [ 27 ]        | Ivanor Biotto (PSDB), Carlos Defendi (PMDB), Sergio Luiz Luvison (PDT), Adagir Ranzan (PMDB), João Paulo Maroso (PDT), Antônio Tapparo (PMDB), Gilberto De Conto (PPB), Eduardo Motta Caldieraro (PT), Vilson Benelli (PTB)                |
| 2005-2008 | Nelson José Dall'Igna          | PP      | [ 28 ]        | Rafael Dall'Agnol (PMDB), Antônio Tapparo (PMDB), João Paulo Maroso (PDT), Adagir Ranzan (PMDB), Sergio Luiz Luvison (PDT), Elias Dall'Agnol (PSB), Eduardo Motta Caldieraro (PT), Ilário Ansolin (PP), Agostinho Mario Radim (PP)         |
| 2009-2012 | Darcilo Luiz Pauletto          | PMDB    | [ 29 ]        | Vilson Benelli (PTB), Analice Maria Antoniolli (PT), Paulo Sérgio Sasso (PP), Carlos Defendi (PMDB), Adagir Ranzan (PMDB), Marcio Dalmoro (PMDB), Sextilio Boccalon (PDT), João Paulo Maroso (PDT), Ivaldo Dalla Costa (PMDB)              |
| 2013-2016 | Darcilo Luiz Pauletto          | PMDB    | [ 30 ]        | Leandro Segalin (PMDB), Paulo Sérgio Sasso (PP), Maurício Frigo (PDT), Analice Maria Antoniolli (PT), Oscar Francisco Todeschini (PT), Carlos Defendi (PMDB), João Paulo Maroso (PDT), Antônio Tapparo (PMDB), Germano Lovison (PP)        |
| 2017-2020 | Ivaldo Dalla Costa             | PP      | [ 31 ]        | William Coser França (PTB), Oscar Francisco Todeschini (PT), Antônio Tapparo (PMDB), Alaís Lovera (PMDB), Elenita Minossi Pecatti (PDT), Maurício Frigo (PDT), Gilceu Rodrigues (PMDB), Márcio De Conto (PCdoB), Valdecir Dall'Agnol (PDT) |
| 2021-2024 | Ivaldo Dalla Costa             | PP      | [ 32 ]        | Alaís Lovera (MDB), Willian Luvison (PP), Gilberto Luis Artifon (PDT), William Coser França (MDB), Ivanor Biotto (MDB), Antônio Tapparo (PDT), Jair Palla (PP), Cidania de Moraes (MDB), Márcio De Conto (MDB)                             |

### Cidades-irmãs
- Bassano del Grappa, Itália

## Bassanenses famosos
- Dom Laurindo Guizzardi: bispo católico; publicou o livro Nova Bassano: das origens ao raiar do século XX, onde descreve a viagem dos imigrantes da Itália até a sua ocupação no sul do Brasil, bem como a ocupação da vila que viria a se tornar Nova Bassano.
- Padre Pedro Antônio Colbachini (Pietro Antonio Colbacchini): foi o primeiro padre a chegar em Nova Bassano[33] oriundo de Bassano del Grappa). Faleceu em 30 janeiro de 1901.
- Attilio Bilibio: fundador da Medabil, maior empresa no segmento de sistemas construtivos metálicos da América Latina, escreveu o livro Como começar uma indústria, com pouco dinheiro e muita paixão[34], onde descreve o início de sua empresa e a importância dela para a comunidade bassanense. Foi presidente da Câmara de Indústria e Comércio do Rio Grande do Sul. Faleceu em 17 de julho de 2007, vítima do acidente aéreo no voo 3054 da TAM em São Paulo.[35]
- Lírio Albino Parisotto: fundador da Videolar, e um dos homens mais ricos do mundo, segundo a revista Forbes[36].